# 劇場版 擅長捉弄人的高木同學
《劇場版 擅長捉弄人的高木同學》是由新銳動畫製作、赤城博昭執導，改編自漫畫家山本崇一朗創作的同名漫畫，在2022年6月上映的日本動畫電影。
故事講述在初中升上三年的少年西片，與和他同班、常對他捉弄嬉戲的少女高木，心裡開始對往後的未來充滿著期待與不安。在初中最後一次暑假的前一天裡，他們在神社裡看到一隻小貓。因為找不到母貓的身影，西片和高木兩人將牠取名為小花，展開了一段一起照顧小貓的暑假時光。

## 劇情
故事開頭，西片因為出門上學時忘記帶雨傘，開始擔心會下雨。高木藉此捉弄西片，讓西片誤以為高木想要在撐一次相合傘。放學後的西片與高木玩猜拳，高木逗弄西片，稱倘若他出的是剪刀，就允許他親吻她的臉頰，藉此贏了猜拳。翌日，西片與中井找到為高尾拍照的木村，兩人作為畢冊委員，正在記錄他們日常學校生活的一部分。田邊老師提醒木村和高尾要認真拍照，因為這是留給他們以後看的紀念品。
游泳課期間，西片向高木挑戰誰能在水下停留的時間最長，結果高木反而在說出讓西片誤解的話後，贏了這次挑戰。之後高木也在休息時，從真野那裡得知了與喜歡的人一同看到螢火蟲，就能與對方永遠在一起的傳聞。游泳課結束後，濱口請西片代替他幫忙島上的送蟲祭典，這樣他就可以在北條去加拿大參加暑期學校之前與她建立聯繫。後來西片邀請高木參加送蟲祭典，順便可以去找螢火蟲，但是兩人並未找到螢火蟲。
暑假開始時，美奈與友加里得知早苗的未來志向是進入城市的高中求學，對三人之間沒辦法像以前可以聚在一起感到不安，之後美奈決定列出100件三人可以在這段假期裡做的事情。與此同時，高木和西片在神社發現了一隻被遺棄的小貓。他們將小貓帶到一家寵物店，給小貓買食物。稍後高木和西片再次發起挑戰決定小貓的名字，但在留意到小貓喜歡玩花後，遂將小貓命名為「小花」，固定前往神社拜訪並照顧牠。過了一段日子，高木向西片表明她決定收養這隻小貓，兩者還特意添購一個花朵設計的項圈，作為贈與小花的禮物，然而當高木和西片帶著項圈再訪神社時，他們發現有一戶家庭將「小花」帶走了。西片見狀安慰了高木，並承諾讓她永遠幸福。
時間來到夏日祭典，美奈與友加里得知早苗計劃和她們一起在島上繼續讀高中，這讓她們鬆了一口氣。在觀賞煙花的同時，高木也發誓要讓西片永遠幸福。在片尾彩蛋中，成年的高木和西片與他們的女兒小千一起參加了送蟲祭典，而這次在他們如願在祭典期間找到了螢火蟲。

## 製作
此部劇場版的消息，是在2021年9月裡公布《擅長捉弄人的高木同學》第三季電視動畫節目資訊時一同公開。內容同由負責電視動畫系列的製作群新銳動畫工作室、動畫導演赤城博昭來擔任。
接連執導一至三季《擅長捉弄人的高木同學》的赤城博昭在第二、三季做出他認為優於第一季的結局後，想要做出更好的作品並補充斜接在第三季結尾後發生的故事，便想出「高木與西片在初中的最後一個夏天」這樣的主題，與原作者山本崇一朗討論製作劇場版的可行性。得到山本崇一朗的同意後，赤城博昭再次前往電視動畫版的取景地小豆島，之後想到小說《第八日的蟬》翻拍的電影就是在當地拍攝，劇中有出現當地為了趕走害蟲、祈求豐收的夏季祭典「送蟲」，便將此引用在劇場版裡。
作品裡高木、西片與她們班級人物的配音，是由電視版動畫聲優班底高橋李依、梶裕貴、小原好美、小倉唯、M·A·O等人負責，劇場版裡的原創角色小貓小花、寵物店員太田則分別邀請水瀨祈與戶松遙演出。
音樂方面，擔任前三季電視版動畫配樂與主題曲的堤博明與大原由衣子，同樣為劇場版提供音樂內容，其中大原由衣子演唱了主題曲夏季的開始與插入曲黃槿花，其中在夏季的開始曲目裡出現的海浪與渡輪音效，是前往作品取景地點小豆島實地錄製的。之前電視版動畫的片尾曲內容，是每隔一兩週更換由高橋李依翻唱的各種流行歌曲，此部電影的片尾曲也採用相同的手法，是從公開上映的往後四週裡，每週各有不同的片尾曲。第一週是I WiSH的迎向未來、第二週為BUMP OF CHICKEN的天體觀察、第三週是小事樂團的fragile、第四週則是flumpool的只想告訴你，並同樣交由高橋李依來翻唱。
- 位於小豆島中央，會在夏季舉行送蟲祭典的中山千枚田是作品取景地之一[17]。
- 小豆島土町的西光寺內，設有弘法大師像的地點是高木與西片遊戲的地方[17]。
- 穿插在劇中的四國渡輪船隻「第七小豆島號」。

## 宣傳
劇場版的廣告與預告片分別在2022年2月與3月期間公布，在上映之前有製作一段長度約10分鐘的特別動畫在YouTube上公開，內容是由作品裡的配角美奈、早苗、友加里三人對於過去電視版動畫的回顧感想。
之前第一季電視版動畫播放前，赤城博昭與高橋李依、大原由衣子等人曾前往位於東京都墨田區，與劇中角色同名的「高木神社」祈福，希望節目能播放順利。此部電影在正式上映前，高橋李依與大原由衣子有再次前往高木神社為電影的上映祈福、並進行宣傳活動。

## 發行
日本當地是由東寶公司代理在6月10日上映，另有在6月4日於千代田區的TOHO Cinemas日比谷電影院舉行首映會。在上映首週裡，有安排推出限量贈送的漫畫小冊子，內容是作者山本崇一朗將原作漫畫第一話橡皮擦以現今畫風重畫的內容，以及一篇內容為高木詢問西片在國中最後一次暑假裡有何打算的全新章節明日之後。電影在第一週公開後獲得的票房成績約1.4億日圓，並且是該週滿意度調查裡最高的作品。上映結束後獲得大約4.3億日圓的票房，之後也在2023年2月於香川縣所舉辦讚岐電影節上，與同樣以小豆島為取景地的《第八日的蟬》、《魔女宅急便》等電影一同展出。
日本海外方面，北美一帶由Sentai Filmworks取得授權、在自家的串流媒體平台HIDIVE上推出。另外在2022年7月於洛杉磯舉辦的Anime Expo動畫展覽會上，活動安排了此部影片的首映。台灣、香港、澳門以及中國大陸部份為木棉花國際代理發行，安排在2022年9月2日上映，在台首週上映於台北一帶票房大約79萬新臺幣，上映一個月後有累積700萬以上新臺幣的成績。香港及澳門方面分別於2022年10月20日及2022年10月22日公開。中國大陸則於2023年1月11日於bilibili上線播出。

## 評價
動畫新聞網專欄認為《劇場版 擅長捉弄人的高木同學》與一般電影不太一樣的是，並不會特意去引入外在衝突或是關聯劇情的內容來提升作品的張力，並設法將各章節作編織來展現出優雅的交疊，表現出一個不需特定用言語來表達愛意的故事，但有片長過短的缺陷。動漫新聞網站HoneysAnime指出劇場版是個簡單、充滿暖意，能讓你真誠地會心一笑的作品，角色性格上也比電視版更有發展表現，即使是不喜愛這類型風格作品的觀眾，也值得一試看看。動畫評論網站THEM Anime Reviews表示雖然劇中照顧流浪小貓的劇情並不到原創程度，不過高木與西片在劇中表達情感的方式比說出「我愛你」更真實，而這是需要一段時間才能達到的程度，整體給予五顆星的好評。
大眾反應方面，《擅長捉弄人的高木同學》有被動畫雜誌《Newtype》提名為該雜誌舉行的2021至2022年度最佳動畫獎項的提名作品之一。另外東京動畫獎舉辦的由觀眾票選2022年度前100個最受歡迎動畫作品裡，此作品在動畫電影排行裡獲得第14名。同樣由東京動畫獎將前述入選的前100個最受歡迎動畫作品進行的競賽投票裡，則得到第32名的票數成績。入圍第10屆動畫趨勢獎（Anime Trending Award）年度動畫電影獎

## 外部連結
- 官方网站
- 《劇場版 擅長捉弄人的高木同學》的X（前Twitter）（日語）